# 高井城 (常陸国)
高井城（たかいじょう）は、茨城県土浦市上高津にあった南北朝時代の日本の城。

## 概要
高井城は、南北朝時代の城で、現在も中には宝筐印塔や六騎塚らしきもの、高さ1mに満たない土塁が残されている。現在の八坂神社（地図）から土浦市立下高津小学校あたり（地図）までが城であったと推測されている。鳥居の前には「高井城跡」と記された案内板がある。

## 構造
城跡を国道6号土浦バイパスが抜けているなど、大きく削られてしまっており、現在のところ構造はよく分かっていない。

## 歴史
高井城は、南北朝時代の1341年（興国2年）に高師冬が攻めた記録があり、どうやら攻め落とされたようである。